# I Don't Feel Hate
Chansons représentant l’Allemagne au Concours Eurovision de la chanson
Violent Thing
(2020) Rockstars
(2022)
Clip vidéo
[vidéo] « I Don't Feel Hate », sur YouTube
I Don't Feel Hate (« Je ne ressens pas de haine ») est une chanson du chanteur allemand Jendrik, sortie dans sa version actuelle le 25 février 2021. Cette chanson représente l'Allemagne lors du Concours Eurovision de la chanson 2021 qui se déroule à Rotterdam, aux Pays-Bas.

## Concours Eurovision de la chanson 2021

### Sélection interne
Le radiodifuseur  allemand NDR annonce le 6 février 2020 que Jendrik sera le représentant de l'Allemagne pour l'édition 2021 du concours avec la chanson I Don't Feel Hate,.

### À l'Eurovision
En tant que pays du Big 5, l'Allemagne est automatiquement qualifiée pour participer à la finale le 22 mai 2021, à l'issue de laquelle elle termine à la 25e place avec 3 points.

## Liste des pistes
- Téléchargement digital[4]

1. I Don't Feel Hate – 2:56
2. I Don't Feel Hate - Laid Back Version – 3:24
3. I Don't Feel Hate - Instrumental Version – 2:56